# Слівиці (Нижньосілезьке воєводство)
Слівиці (пол. Śliwice) — село в Польщі, у гміні Длуґоленка Вроцлавського повіту Нижньосілезького воєводства.
Населення — 424 особи (2011).
У 1975-1998 роках село належало до Вроцлавського воєводства.

## Демографія
Демографічна структура станом на 31 березня 2011 року:
|          | Загалом | Допрацездатний вік | Працездатний вік | Постпрацездатний вік |
| -------- | ------- | ------------------ | ---------------- | -------------------- |
| Чоловіки | 212     | 51                 | 152              | 9                    |
| Жінки    | 212     | 37                 | 126              | 49                   |
| Разом    | 424     | 88                 | 278              | 58                   |